# Ruma
Ruma (cyr. Рума) – miasto w Serbii, w Wojwodinie, w okręgu sremskim, siedziba gminy Ruma. Leży w regionie Srem. W 2011 roku liczyło 30 076 mieszkańców.
W mieście rozwinął się przemysł spożywczy, gumowy, przetwórstwo tworzyw sztucznych, skórzany, włókienniczy oraz materiałów budowlanych.